# Songs from a Parent to a Child
Songs from a Parent to a Child är Art Garfunkels åttonde soloalbum, utgivet 1997. Albumet är producerat av Art Garfunkel, förutom låten You’re A Wonderful One som är producerad av Billy Preston och Merry Clayton.
Albumet är ett temaalbum om förhållandet mellan en far och dennes son. På låten Good Luck Charm, som Elvis Presley spelade in en gång i tiden, sjunger Garfunkels son James Garfunkel och bevisar att han sjunger precis lika bra eller dåligt som vilken annan sjuåring som helst.
Låten Baby Mine kunde ursprungligen höras i Walt Disneys tecknade långfilm Dumbo 1941.

## Låtlista
1. Who’s Gonna Shoe Your Pretty Little Feet (traditional)
2. Morning Has Broken (Eleanor Farjeon/Cat Stevens)
3. Daydream (John Sebastian)
4. Baby Mine (Ned Washington/Frank Churchill)
5. Secret O’ Life (James Taylor)
6. The Things We Handed Down (Marc Cohn)
7. You’re a Wonderful One (Eddie Holland/Lamont Dozier/Brian Holland)
8. Good Luck Charm (Aaron Schroeder/Wally Gold)
9. I Will (John Lennon/Paul McCartney)
10. Lasso the Moon (Billy Simon/Lowell Alexander)
11. Dreamland (Mary Chapin Carpenter)
12. Who’s Gonna Shoe Your Pretty Little Feet (repris) (traditional)
13. The Lords Prayer/Now I Lay Me Down to Sleep (Albert Hay Malotte/traditional)